# Meg Tilly
Meg Tilly, pseudonimo di Margaret Elizabeth Chan (Long Beach, 14 febbraio 1960), è un'attrice, ballerina e scrittrice statunitense.

## Biografia
Dopo aver fatto parte di alcune prestigiose compagnie di balletto, Meg Tilly, la cui sorella Jennifer è a sua volta attrice, debutta sul grande schermo nel 1980 nel film Saranno famosi di Alan Parker. Dopo un grave infortunio, abbandona definitivamente la danza per dedicarsi completamente al cinema. Appare nei film Il grande freddo (1983) e Psycho II (1983), prima di recitare in Agnese di Dio (1985). Grazie alla sua interpretazione di Agnese, ottiene un Golden Globe e una candidatura all'Oscar alla miglior attrice non protagonista.
Dal 1995 si è ritirata dal mondo dello spettacolo per poter crescere i figli e dedicarsi completamente alla scrittura, assumendo come nome d'arte il cognome della madre, Patricia Tilly. Come autrice di romanzi ha debuttato con Singing Songs (pubblicato nel 1994), libro almeno in parte di ispirazione autobiografica in cui narra di due sorelle fatte oggetto di molestie durante l'infanzia da parte del patrigno. Ha pubblicato poi nel 2006 un secondo romanzo mentre il terzo - Porcupine - è stato fra i finalisti allo Sheila A. Egoff Children's Literature Prize. Il suo quarto libro è del 2008 ed è intitolato First Time. Dal 2010 è tornata sulle scene, con la partecipazione alle serie televisive Caprica e Bomb Girls e al film War Machine (2017), nella parte della moglie del protagonista.

## Vita privata
Tilly ha tre figli: Emily (1984) e David (1986), nati dal suo primo matrimonio con il produttore Tim Zinnemann, finito nel 1989, e Will (1990), nato dalla sua relazione con l'attore Colin Firth. In seguito Meg Tilly ha sposato John Calley, ex presidente della Sony Pictures, dal quale ha divorziato nel 2002.

## Filmografia

### Cinema
- Saranno famosi (Fame), regia di Alan Parker (1980)
- One Dark Night, regia di Tom McLoughlin (1982)
- Un ragazzo chiamato Tex (Tex), regia di Tim Hunter (1982)
- Psycho II, regia di Richard Franklin (1983)
- Il grande freddo (The Big Chill), regia di Lawrence Kasdan (1983)
- Impulse, regia di Graham Baker (1984)
- Agnese di Dio (Agnes of God), regia di Norman Jewison (1985)
- Un poliziotto fuori di testa (Off Beat), regia di Michael Dinner (1986)
- Masquerade, regia di Bob Swaim (1988)
- La ragazza sull'altalena (The Girl in a Swing), regia di Gordon Hessler (1988)
- Valmont, regia di Miloš Forman (1989)
- Il grande inganno (The Two Jakes), regia di Jack Nicholson (1990)
- Fuga per un sogno (Leaving Normal), regia di Edward Zwick (1992)
- Ultracorpi - L'invasione continua (Body Snatchers), regia di Abel Ferrara (1993)
- Il tuo amico nel mio letto (Sleep with Me), regia di Rory Kelly (1994)
- War Machine, regia di David Michôd (2017)

### Televisione
- Nightmare Classics – serie TV, episodio Carmilla (1990)
- Winnetka Road – serie TV, 6 episodi (1994)
- Trick of the Eye, regia di Ed Kaplan – film TV (1994)
- Journey, regia di Tom McLoughlin – film TV (1995)
- Bomb Girls – serie TV, 19 episodi (2012-2014)
- Chucky – serie TV, episodi 2x04-2x05 (2022)

## Riconoscimenti
- Golden Globe
  - 1986 – Migliore attrice non protagonista per Agnese di Dio

## Doppiatrici italiane
- Micaela Esdra in Psycho II, Il grande freddo
- Cristina Boraschi in Masquerade, War Machine
- Georgia Lepore in Agnese di Dio
- Roberta Paladini in Un poliziotto fuori di testa
- Claudia Razzi in Valmont
- Simona Izzo in Il grande inganno
- Roberta Greganti in Ultracorpi - L'invasione continua
- Lilli Manzini in Chucky